# 411e régiment d'infanterie
Vous pouvez aider à l'améliorer ou bien discuter des problèmes sur sa page de discussion.
- Certaines informations devraient être mieux reliées aux sources mentionnées dans la bibliographie ou les liens externes. Améliorez sa vérifiabilité en les associant par des références. (Marqué depuis avril 2021)
- Il contient une ou plusieurs listes. Le texte gagnerait à être rédigé sous la forme d’un ou plusieurs paragraphes synthétiques, afin d’être plus agréable à lire. (Marqué depuis avril 2021)

Pour les articles homonymes, voir 411e régiment.
Le 411e régiment d'infanterie (411e RI) est un régiment d'infanterie de l'Armée de terre française constitué en 1915, pendant la Première Guerre mondiale et dissout après la fin de cette dernière.
Il formé avec des blessés guéris et des jeunes soldats de la classe 1915 provenant principalement de la 11e région militaire (Nantes).

## Création et différentes dénominations
- Le 20 mars 1915 : Constitution du 411e régiment d'infanterie (à trois bataillons) à la mairie de Plouharnel-Carnac avec des éléments venus des dépôts de la 11e région militaire. Les régiments dont le numéro est supérieur à 400 sont des régiments de marche.
- Le 26 janvier 1919 : dissolution à Illfurth.

## Historique des opérations du411eRI

### Première Guerre mondiale

#### Affectations
Mobilisé au camp de Coëtquidan, il est affecté à la 305e brigade d'infanterie de la 123e division d'infanterie en avril 1915. Il appartient à cette brigade puis à l'infanterie divisionnaire (ID) de la 123e DI jusqu'à janvier 1919.

#### 1915
- Secteur de Reims :
  - Avril : Taissy, Sillery,
  - Mai – août : Prunay, bois des Zouaves
  - Septembre – novembre : bois Franco-Allemand, mont Doyer, bois de Beaumarais

#### 1916
- Janvier – avril : Champagne : Beauséjour, fortin de Beauséjour, tranchées d’Haraucourt et de Posen-Champagne
- Mai – décembre :  Verdun : bois d’Avocourt, cote 304, le Mort-Homme

#### 1917
- Janvier – juillet : Verdun : Hardaumont, Les Chambrettes, ravin de l’Hermitage puis cote 344
- Août : La Caïne et cote 344 (20 août), ouvrage de Riel, tranchée de Worms
- Octobre – décembre : Lorraine: secteurs de Sornéville, Mazerulles, Monzel

#### 1918
- Janvier – juin : Lorraine : ferme de Rozebois, ferme des Ervantes, forêt de Bezange. Le 411e s'illustre en particulier, le 20 février, en tant que principale force engagée (avec quelques renforts du 6e RI) dans le « coup de main des Ervantes »[1],[2],[3], à Moncel-sur-Seille. En évoquant la genèse de cette opération couronnée de succès, le général Gérard, commandant la VIIIe armée, rend hommage à la valeur du 411e : « Cette manœuvre nécessitait : 1°) Une infanterie instruite, manœuvrière et sûre d'elle-même. C'était le cas de l'infanterie de la 123e D.I., fière de ses victoires antérieures et notamment du 411e dont le haut moral permettait de tout oser »[4].

- Juin – août : secteur de Compiègne : bois de Caumont, Antheuil, Giraumont, ferme de Zeel
- Septembre : Aisonville, Grougis, le Thiolet, Tupigny
- Octobre : libération de Saint-Quentin
- Novembre : 
  - Le 4 novembre, le régiment est en pointe de l'attaque de la 123e DI sur Guise[5].
  - Belgique : La Neuville, la Voirie

Le dernier combattant français tué pendant la Première Guerre mondiale a peut-être été un soldat du 411e, le 1re classe Auguste Renault, tombé à 10 h 58 le 11 novembre 1918, à Robechies.

## Drapeau
Il porte, cousues en lettres d'or dans ses plis, les inscriptions suivantes :
- Champagne 1915
- Verdun 1916-1917
- Lorraine 1918
- Saint-Quentin 1918
- Guise 1918

## Décorations
Sa cravate est décorée de la Croix de guerre 1914-1918 avec quatre citations à l'ordre de l'armée.
Il obtient la fourragère aux couleurs du ruban de la Médaille militaire le 25 décembre 1918.

## Chefs de corps
- 20 février 1915 - avril 1915 : Lieutenant-colonel Lafitte
- avril 1915 - août 1915 : Lieutenant-colonel Ducrot
- août 1915 - ? : Lieutenant-colonel Charier
- 23 janvier 1916 - 3 juillet 1917 : Lieutenant-colonel Elie, mort pour la France à Vadelaincourt.
- ? - 26 janvier 1919 : Lieutenant-colonel Chaillot

## Personnages notables ayant servi au411eRI
- Charles Blondel (1895-1975), sous-lieutenant, futur conseiller d'État et commissaire régional de la République pour l'Alsace en 1944[8].
- Jean Duchêne (1889-1916)[9], fils du général Duchêne, capitaine de la 2e compagnie de mitrailleurs, trouve la mort le 28 juin 1916[10] à la Cote 304.
- Robert Ibels (1895-1917), poète, sous-lieutenant de la 9e compagnie tué à la Côte du Poivre le 19 août 1917. Son nom est inscrit au Panthéon parmi les 560 écrivains morts au combat pendant la Première Guerre mondiale.
- Jacob Kaplan (1895-1994), grand-rabbin de France de 1955 à 1980.

## Sources et bibliographie
- Serge Andolenko, Recueil d'historiques de l'infanterie française, Eurimprim, 1969, 413 p. (présentation en ligne).
- Historique du 411e régiment d'infanterie, Henri Charles-Lavauzelle, 1920, 27 p. (lire en ligne).